# Łukasz Fyderek
Łukasz Krzysztof Fyderek (ur. 1981) – polski politolog,  doktor habilitowany nauk społecznych.

## Życiorys
W 2009 r. obronił pracę doktorską pt. Syria pod rządami Baszara Asada. Studium bliskowschodniego autorytaryzmu, której promotorem był prof. Michał Chorośnicki w 2020 r. habilitował się na podstawie pracy zatytułowanej Autorytarne systemy polityczne Świata Arabskiego. Adaptacja i inercja w przededniu Arabskiej Wiosny. Pracuje na stanowisku adiunkta w Instytucie Bliskiego i Dalekiego Wschodu na Wydziale Studiów Międzynarodowych i Politycznych Uniwersytetu Jagiellońskiego.